# Hans-Jürgen Thomas (Mediziner)
Hans-Jürgen Friedrich Thomas (* 10. Oktober 1939 in Brieg/Schlesien) ist ein deutscher Arzt und ärztlicher Standespolitiker.

## Leben
Thomas wurde 1939 als zweites Kind von Veronika und Gerhard Thomas in Brieg geboren. Während des Zweiten Weltkrieges geriet sein Vater in Kriegsgefangenschaft und die Familie flüchtete nach Naumburg (Saale). 1947 kehrte Gerhard Thomas aus der Kriegsgefangenschaft zurück und die Familie zog zunächst nach Dülmen und anschließend nach Dorsten, wo Hans-Jürgen 1961 Abitur machte. Nach dem Wehrdienst begann er zum Wintersemester 1962/63 an der Westfälischen Wilhelms-Universität Münster Medizin zu studieren. 1969 legte er sein Staatsexamen ab und promovierte mit der Arbeit „EKG-Speicheruntersuchungen bei Ergometerarbeit und 800- bzw. 400-Meter-Läufen zur Feststellung der maximal erreichten Herzfrequenzen“. Nach seiner Approbation begann er 1970 seine Ausbildung an verschiedenen Krankenhäusern und ließ sich 1971 als Praktischer Arzt in Erwitte nieder. 2006 beendete er seine ärztliche Tätigkeit.

## Berufspolitik
Thomas trat bereits 1969 in den Hartmannbund ein und wurde 1973 Vorsitzender des Kreisvereins Soest. 1981 wurde er zum Vorsitzenden des Landesverbandes Westfalen-Lippe gewählt. 1985 wurde er Vorstandsmitglied im Bundesverband des Hartmannbundes und ab 1989 zum Bundesvorsitzenden. Diese Ämter übte er bis 2005 aus.
Von 1985 bis 2005 war Thomas Mitglied der Kammerversammlung der Ärztekammer Westfalen-Lippe (ÄKWL). Von 1993 bis 2005 war er zudem Vizepräsident der ÄKWL.

## Rotkreuzengagement
Thomas trat 1972 in Erwitte in das Deutsche Rote Kreuz ein, war zunächst Rotkreuzarzt, von 1992 bis 2014 Ortsvereinsvorsitzender. 2006 gehörte Thomas zu den Initiatoren zur Gründung des DRK-Kreisverbandes Lippstadt-Hellweg e. V. und war dann bis November 2016 dessen erster Vorsitzender.

## Ehrungen
- 1962 Gedenkmedaille aus Anlass der Sturmflutkatastrophe 1962
- 2000 Bundesverdienstkreuz am Bande
- 2005 Verdienstmedaille des Landesverbandes Westfalen-Lippe des Deutschen Roten Kreuzes
- 2005 Wilhelm-Berghoff-Medaille des Hartmannbund-Landesverbandes Westfalen-Lippe
- 2006 Bundesverdienstkreuz Erster Klasse
- 2006 Hartmann-Thieding-Medaille des Hartmannbundes
- 2007 Paracelsus-Medaille der deutschen Ärzteschaft
- 2016 Ehrenzeichen des Deutschen Roten Kreuzes
- 2016 Ehrenmitgliedschaft im DRK-Kreisverband Lippstadt-Hellweg e. V.